# Rozstępy ciążowe
Rozstępy ciążowe (łac. striae gravidarum) występują u 90% ciężarnych w ostatnim (trzecim) trymestrze ciąży.

## Miejsca występowania
Najczęściej występują w miejscach, takich jak:
- podbrzusze
- biodra
- piersi
- uda

## Charakterystyka rozstępów
Świeże mają zabarwienie różowo-fioletowe/różowe. Można łatwo je rozróżnić od starych rozstępów u wieloródek, które są blade i pofałdowane.

## Powstawanie rozstępów ciążowych
Są one jednym z objawów uwarunkowanego hormonalnie rozciągnięcia powłok brzusznych. Zabarwienie czerwonofioletowe powodują włókna elastyczne skóry, które z przyczyn hormonalnych ulegają procesowi uwsteczniania, przy czym dochodzi do ich rozsuwania i częściowo rozrywania. W tak powstałych lukach przez cienki naskórek widoczna jest dobrze ukrwiona tkanka podskórna

## Postępowanie z rozstępami
Rozstępom nie można zapobiec ani nie można ich leczyć. Można ewentualnie poprawić elastyczność skóry poprzez regularne jej masowanie i nawilżanie.
Najlepiej do pielęgnacji skóry stosować kosmetyki, które zawierają w swym składzie substancje odżywcze, między innymi witaminy A, E, C oraz witaminy z grupy B.

## Piśmiennictwo
- G. H. Bręborowicz, Położnctwo. Podręcznik dla położnych i pielęgniarek; Wydawnictwo lekarskie PZWL, Warszawa 2005 ISBN 83-200-2986-4
- Dwumiesięcznik naukowy 1/2017, vol.6, Kosmetologia estetyczna; MNiSW (4), IC (54.47)